# Albert Rogaczewski
Albert Rogaczewski (* 23. April 1888 in Damerau, Königreich Preußen; † 16. März 1944 im KZ Buchenwald) war ein deutscher römisch-katholischer Geistlicher und Märtyrer.

## Leben
Albert Rogaczewski machte Abitur in Strasburg in Westpreußen und begann ein Studium der Tierheilkunde in Berlin. Einer Berufung folgend studierte er Theologie am Lyceum Hosianum in Braunsberg und wurde am 5. Juli 1914 in Frauenburg zum Priester geweiht. Seine erste Kaplansstelle war Rastenburg (1914–1919, unterbrochen durch zwei Jahre Kriegsdienst während des Ersten Weltkriegs), dann war er bis 1926 Kurat in Lyck.
Nach einer kurzen Zeit in Löbau wurde er Geistlicher der polnischen Emigranten in Frankreich mit Sitz in Briey und Metz. Als Seelsorger hatte er Kontakt zur Widerstandsbewegung Résistance und wurde 1943 von der Gestapo verhaftet. Er kam in das Gefängnis Montluc in Lyon und von dort in das Konzentrationslager Buchenwald, wo er am 16. März 1944 im Alter von 55 Jahren starb.

## Gedenken
Die Römisch-katholische Kirche in Deutschland hat Albert Rogaczewski als Märtyrer aus der Zeit des Nationalsozialismus in das deutsche Martyrologium des 20. Jahrhunderts aufgenommen.